# 不可靠的敘事者
不可靠的敘事者是指在文學、電影、戲劇等作品中，可信度受到質疑的敘事者。這個名詞由韋恩·C·布思在1961年的著作《小說修辭學》中提出。在作品中，不可靠的敘事者可以是第一人稱敘事者、第二人稱敘事者或第三人稱敘事者。敘事者的不可靠性可能不會立刻顯現，而是會在故事中途或結局揭露一些線索，表示這個故事的敘事者是不可靠的，並促使閱聽者重新思考先前所接收的故事內容是否真實可靠。

## 概述

### 分類
威廉·里根（William Riggan）在他的研究中分析了不可靠敘事者的類型，他側重於第一人稱敘事者，因為這是最常見的類型。根據他的調查結果、改寫如下：
- 吹牛：喜歡誇大其辭的敘事者，例如普勞圖斯的喜劇《吹牛军人》中的主角逢人吹噓自己的英勇、《騙子菲利克斯·克魯爾的自白》的主角冒名招搖撞騙。
- 瘋狂：敘事者因為精神上的異常而啟動心理防衛機制，例如羅伯特·錢伯斯的《黃衣之王》。
- 小丑：刻意玩弄讀者、不符常規、搬弄是非的敘事者。
- 天真無邪（Naïf）：心智尚未發展成熟或受限於自身視野的敘事者。例如馬克·吐溫的《頑童歷險記》、温斯顿·葛鲁姆的《阿甘正传》。
- 騙子：一個心智健全的敘事者，刻意掩蓋自己過去的某些行為。例如福特·馬多克斯·福特的作品《好兵》。

以上的類型並不能包含所有的不可靠敘事者，而不可靠敘事者的類型也是無窮盡的。

### 定義與理論方法
最早以讀者為中心去界定不可靠敘事者的是韋恩·C·布思，他以敘事者的言論是否符合或違反常規為由來界定敘事者是否可靠。他寫道：「當敘事者按照作品的規範（即作者的規範）行動時，我稱之為可靠的敘事者，反之為不可靠的敘事者。」 彼得 J.拉賓諾維茨批評布思的方法必定受到主觀想法的汙染，而且太過於依賴諸如規範和倫理之類的引渡事實，因此他修改了不可靠敘事者的定義。
 不可靠的敘事者不僅僅是一個「不說真話」的敘事者。相反地，一個不可靠敘事者是一個口出謊言、隱藏訊息，對敘事對象下了錯誤判斷的人，也就是說他們的言論可能是真實的，但並不是依據現實世界或原始觀眾的標準，而是依據他自己的敘述的標準。

### 不可靠敘事者的跡象
無論是哪一種不可靠的敘事者都有一些基本跡象能暗示他的不可靠性，Nünning 將這些跡象分為三大類：
- 敘事者對他人說謊、記憶有缺陷，或其行為與思維自相矛盾。
- 敘事者有不合邏輯或超乎一般常識的思維、情感或行為。
- 讀者的文學造詣限制，包括讀者對文學類型、流派的瞭解程度，會讓讀者無法得知敘事者所述內容的真偽。

## 舉例

### 小說
不可靠敘事者的例子之一，是阿加莎·克里斯蒂的小說《羅傑·艾克洛命案》，在該作品中敘事者不是透過撒謊，而是透過規避、省略或混淆的敘述來隱藏了某些重要的訊息，誤導讀者在故事高潮的大逆轉前為他抱屈。
有許多小說是由兒童做為敘事者的，而兒童的經驗可能影響他們的判斷、以致於他們成為不可靠的敘事者。例如《頑童歷險記》的主角哈克貝利·芬由於稚氣未脫，導致他對作品中的角色做出過於仁慈的誤判。
義大利小說家伊塔洛·斯韋沃的作品《季諾的意識》裡的主角季諾是一個典型的不可靠敘事者。在《季諾的意識》中，主角季諾接受精神分析治療，醫生建議他記下自己的回憶，以便分析，但不久他決定終止治療，醫生為了「報復」而出版了病人的回憶錄。因此全書內容混合了事實與謊言。
揚·馬特爾的作品《少年Pi的奇幻漂流》中，主角Pi搭乘的貨船遇到暴風雨，他在海上漂流許多天後獲救。他對救了他的人描述了幾個奇特的事件，包括與孟加拉虎共存於一艘小船上；之後、他又敘述一個救生艇上的人透過同類相食而生存下來的故事。救難人員發現這兩個故事的角色相互呼應，雖然無法證明哪一個是真的，但救難人員選擇相信動物的故事，因為情節較為正向。
在台灣文學中，琦君的《髻》一文，藉由幼時琦君的視角，以當時還不懂人情事故的她，帶出姨娘與母親之間的衝突以及母親的掙扎，同樣屬於不可靠敘事者。

### 電影
在電影裡使用不可靠敘事者的早期例子之一，是1920年的德国表现主义電影《卡里加里博士的小屋》，電影中的演員透過誇張的、舞蹈似的動作，使影片風格更顯怪異，在結尾則揭露了故事其實是圍繞在精神病患的心理錯覺，因此該片也被認為是將大逆轉引入電影的先例。
在1945年黑色电影《繞道》的主角是個不可靠的敘事者，他試圖為自己的言行辯解。
改編自日本作家芥川龍之介的小說《竹林中》的電影《羅生門》中，以多個視角描述一名武士的死亡，每個證人所描述的事件是相同的，但細節部份卻有諸多矛盾，讓整個案件變得撲朔迷離，亦不能知武士究竟是自殺、他殺或意外死亡。在故事中，亦沒有一個「真相」。
1995年的電影《普通嫌疑犯》描述騙子羅傑·金特接受警方訊問，金特向審訊他的海關探員、同時也是向觀眾講述了一個情節錯綜複雜的故事，但直到結局才揭露該故事純屬虛構，全是金特撒下的彌天大謊。
1999年的電影《鬥陣俱樂部》的主角患有解離性人格疾患，在白天、他僅是一個無名的旁白，在夜裡則成了充滿魅力的泰勒·德頓。

### 電視節目
美國電視劇《老爸老妈的浪漫史》中，主角泰德·莫斯比在未來向他的子女敘述了自己遇見他們母親的故事。而編劇克雷格·湯瑪士在2008年中的採訪中表示，未來的泰德所述的內容是不可靠的。
2014年的美國電視劇《婚外情事》中，故事的基礎是兩個描述同一起事件、但卻相異的報告，而兩個報告的內容都並非完全準確。

### 漫畫
在阿蘭·摩爾的作品《蝙蝠侠：致命玩笑》中，故事主要反派小丑表示他曾有一段悲慘遭遇、導致他成了瘋狂殺手；但在故事最後，他又表示不確定自己的記憶是否為真。
在《學園孤島》這部殭屍題材漫畫中，主角不願接受世界已被殭屍侵占，因而產生退行，作品透過不同的視點描述主角以其主觀視點進行快樂社團活動，同時描述主角群在滿布殭屍的環境下求存的客觀情況。

## 敘事者不可靠的作品

### 文學
- 愛倫坡 –《黑貓》《告密的心》
- 馬丁·艾米斯 – 《時間的箭頭》[17]
- 奧古斯托·羅亞·巴斯托斯 –《我，至高無上者》
- 艾蜜莉·勃朗特 – 《咆哮山莊》[18]
- 彼得·凯里 – 《魔術師》[19]
- 安潔拉·卡特&ndash《明智的孩子（英语：Wise Children）》[20]
- 傑弗里·喬叟 – 《坎特伯里故事集》
- 威廉·威爾基·柯林斯 – 《月亮宝石》[21]
- 布列特·伊斯頓·艾利斯– 《美國殺人魔》[22]
- 威廉·福克納 – 《喧譁與騷動》[1]
- 吉莉安·弗琳 – 《控制》
- 弗朗西斯·斯科特·菲茨杰拉德 – 《了不起的盖茨比》
- 弗拉基米爾·弗拉基米羅維奇·納博科夫 – 《微暗的火》[23]、《罗莉塔》
- 恰克·帕拉尼克 – 《鬥陣俱樂部》
- 傑洛姆·大衛·沙林傑 – 《麥田捕手》[24]
- R‧J‧安德森 – 《完美的妳去死》
- 伊恩·麦克尤恩 – 《立体几何》
- 道尾秀介 – 《向日葵不開的夏天》
- 琦君 – 《髻》
- 住野夜 – 《又做了，同樣的夢》

### 電影
- 《卡里加里博士的小屋》 (1920)，導演罗伯特·威恩[25]
- 《罗娜秘记》(1944)，導演大卫·拉克辛[26]
- 《羅生門》 (1950)，導演黑澤明[27]
- 《阿瑪柯德》 (1973)，導演费德里柯·费里尼。[28]
- 《阿甘正传》 (1994)，導演羅拔·湛米基斯[29]
- 《鬥陣俱樂部》 (1999)，導演大卫·芬奇[30]
- 《英雄》(2002)，导演张艺谋
- 《大智若魚》 (2003)，導演蒂姆·伯顿[31]
- 《死無對證》 (2017)，導演奧瑞歐·保羅[32]
- 《無雙》（2018），導演莊文強

## 關聯項目
- 叙述性诡计
- 戲中戲
- 羅生門效應

### 引用
1. 1 2 3  Frey, James N.  1st. New York: St. Martin's Press. 1931: 107  [2013-04-20]. ISBN 0-312-10478-2. （原始内容存档于2013-12-12）.
2. 1 2  Booth, Wayne C. . Univ. of Chicago Press. 1961: 158–159.
3. ↑  Riggan, William. . Univ. of Oklahoma Press: Norman. 1981. ISBN 0806117141.
4. ↑  Nünning, Ansgar: "But Why Will You say That I Am mad?" On the Theory, History and Signals of Unreliable Narration in British Fiction, in Arbeiten aus Anglistik und Amerikanistik 22/1 (1997), pp 1 -105.
5. ↑  Rabinowitz, Peter J.: Truth in Fiction: A Reexamination of Audiences. In: Critical Inquiry. Nr. 1, 1977, S. 121–141.
6. ↑  Nünning, Ansgar (ed.): Unreliable Narration: Studien zur Theorie und Praxis unglaubwürdigen Erzählens in der englischsprachigen Erzählliteratur, Wissenschaftlicher Verlag: Trier (1998).
7. ↑  Wood, James. . London Review of Books. 2002-01-03, 24 (1): 17–20  [2013-04-21]. ISSN 0260-9592. （原始内容存档于2019-12-04）.
8. ↑  Ebert, Roger. . RogerEbert.com. 2009-06-03  [2014-05-30]. （原始内容存档于2022-03-21）.
9. ↑  . Tribute.   [2014-05-30]. （原始内容存档于2021-03-12）.
10. ↑  Ferdinand, Marilyn. . ferdyonfilms.com. December 2006  [2013-04-21]. （原始内容存档于2013-05-23）.
11. ↑  Schwartz, Ronald. . Scarecrow Press. 2005: 71. ISBN 978-0-8108-5676-9.
12. ↑  Lehman, David.  2nd. University of Michigan Press. 2000: 221–222. ISBN 978-0-472-08585-9. [H]e has improvised, spontaneously and with reckless abandon, a coherent, convincing, but false-bottomed narrative to beguile us and deceive his interrogator.
13. ↑  Hewitt, John. . 2005-11-21  [2013-04-20]. （原始内容存档于2022-02-05）.
14. ↑  Ghosh, Korbi. . Zap2It.com. Tribune Media Services, LLC.   [2014-04-27]. （原始内容存档于2015-06-26）.
15. ↑  .   [2016-12-01]. （原始内容存档于2015-05-08）.
16. ↑  Leverenz, David. . Hutner, Gordon  (编). . New York: Oxford University Press. 1995: 276  [2013-04-21]. ISBN 0-19-509504-9. （原始内容存档于2008-10-06）.
17. ↑  Kakutani, Michiko. . The New York Times. 1991-10-22  [2016-12-01]. （原始内容存档于2014-09-10）.
18. ↑  Hafley, James.  (PDF): 17. 1958  [2010-06-03]. （原始内容 (PDF)存档于2012-05-18）.
19. ↑  Asthana, Anushka. . The Times (London). 2010-01-23.[]
20. ↑  . The New York Times. 1992-01-19.
21. ↑  . Encyclopedia.com.   [2011-11-13]. （原始内容存档于2008-01-07）.
22. ↑  Webster, Sarah. . Oxonian Review of Books. 2006, 5 (2)  [2013-04-21]. （原始内容存档于2013-04-04）.
23. ↑  . Rci.rutgers.edu.   [2011-11-13]. （原始内容存档于2011-06-06）.
24. ↑  . The Guardian. 2010-02-17  [2012-04-15]. （原始内容存档于2013-06-27）.
25. ↑  Ferenz, Volker. . New Review of Film and Television Studies (Taylor & Francis). November 2005, 3 (2): 133–159  [2013-04-21]. ISSN 1740-0309. doi:10.1080/17400300500213461. （原始内容存档于2022-02-03）.
26. ↑  . filmfreakcentral.net.   [2016-12-01]. （原始内容存档于2021-03-12）.
27. ↑  Tatara, Paul. . tcm.com.   [2013-04-21]. （原始内容存档于2019-05-11）.
28. ↑  Dawson, Tom. . bbc.co.uk. BBC. 2004-08-24  [2013-04-21]. （原始内容存档于2009-08-26）.
29. ↑  Healy, Sue. . WordPress.com.   [2014-02-10]. （原始内容存档于2022-03-26）.
30. ↑  Church, David, "Remaining Men Together: Fight Club and the (Un)pleasures of Unreliable Narration （页面存档备份，存于）", Offscreen, Vol. 10, No. 5 (31 May 2006). Retrieved 14 April 2009.
31. ↑  Lance Goldenberg, "There's Something Fishy About Father"[], Creative Loafing Tampa, 8 January 2004.
32. ↑  Oriol Paulo,  （页面存档备份，存于）, IMDb